# Edward Joseph O’Donnell
Edward Joseph O’Donnell (* 4. Juli 1931 in St. Louis, Missouri, USA; † 1. Februar 2009 ebenda) war römisch-katholischer Bischof von Lafayette, Louisiana, USA.

## Leben
Edward O’Donnell studierte Katholische Theologie und Philosophie am Kenrick Seminar in St. Louis, Missouri. Am 6. April 1957 empfing er die Priesterweihe für das Erzbistum Saint Louis in der St. John Kathedrale durch Joseph Elmer Kardinal Ritter. Anschließend war er in der Seelsorge tätig. Von 1966 bis 1968 war er Direktor für die Medien (Radio / TV) des Erzbistums, von 1968 bis 1981 Herausgeber der Diözesanzeitung St. Louis Review. Neben vielen Aktivitäten in der US-amerikanischen Medienlandschaft war er von 1970 bis 1971 Mitglied der Herausgeberkonferenz der US-amerikanischen Wochenzeitungen. Er wurde für seine Arbeit mit dem „Golden Dozen Award“ ausgezeichnet und 1977 von Papst Paul VI. zum Kaplan Seiner Heiligkeit (Monsignore) ernannt. Von 1981 bis 1995 war er Generalvikar in St. Louis, von 1982 bis 1995 zuständige Kontaktperson für die Zusammenarbeit mit der römischen Kurie.
1983 ernannte ihn Papst Johannes Paul II. zum Titularbischof von Britonia und zum Weihbischof im Erzbistum Saint Louis. Die Bischofsweihe spendete ihm am 10. Februar 1984 der Erzbischof von St. Louis, John Lawrence May; Mitkonsekratoren waren George Joseph Gottwald und Charles Roman Koester, beide Weihbischöfe in St. Louis. Von 1992 bis 1994 war er Diözesanadministrator in St. Louis.
Am 8. November 1994 wurde er zum fünften Bischof des Bistums Lafayette ernannt und am 16. Dezember desselben Jahres in das Amt eingeführt. Am 8. November 2002 gab Papst Johannes Paul II. seinem Rücktrittsgesuch statt.